# Кот-д’Ивуар на летних Олимпийских играх 2020
Кот-д’Ивуар на летних Олимпийских играх 2020 года в Токио был представлен 31 спортсменом в 6 видах спорта. Это самая крупная делегация для Кот-д’Ивуара в истории выступления страны на Олимпийских играх. В связи с пандемией COVID-19 Международный олимпийский комитет принял решение перенести Игры на 2021 год.
В марте 2020 года Исполком МОК, продолжая политику гендерного равенства на Олимпийских играх, одобрил изменения в протокол церемоний открытия и закрытия Игр, согласно которым у национальных олимпийских комитетов появилась возможность заявить в качестве знаменосцев одного мужчину и одну женщину. На церемонии открытия Игр знаменосцами сборной Кот-д’Ивуар стали первый олимпийский чемпион тхэквондист Шейк Саллах Сиссе и призёр чемпионатов мира в беге на короткие дистанции Мари-Жозе Та Лу, ей же было доверено право нести национальный флаг на церемонии закрытия.
По итогам соревнований на счету ивуарийских спортсменов была одна бронзовая медаль, завоёванная тхэквондисткой Рут Гбагби, которая повторила свой успех пятилетней давности. Это была четвёртая в истории олимпийская медаль спортсменов Кот-д’Ивуара, Гбагби первой выиграла более одной медали. В неофициальном медальном зачёте Кот-д’Ивуар занял 86-е место.

## Медали
| Бронза |            |                               |         |
| №      | Спортсмены | Вид спорта (дисциплина)       | Дата    |
| 1      | Рут Гбагби | Тхэквондо (до 67 кг, женщины) | 26 июля |

## Состав сборной
Академическая гребля
 Дзюдо
 Лёгкая атлетика
 Плавание
 Тхэквондо
 Футбол
1. Эрик Байи
2. Силас Гнака
3. Макс Градель
4. Парфе Гуягон
5. Куадио Ив Дабила
6. Юсуф Дао
7. Амад Диалло
8. Исмаэль Диалло
9. Абубакар Думбия
10. Идрисса Думбия
11. Кадер Кейта
12. Франк Кессье
13. Кристиан Куаме
14. Коффи Куао
15. Максим Наголи
16. Вилфрид Синго
17. Ира Элиэзер Тапе
18. Николя Тие
19. Шейк Тимите
20. Зие Уаттара
21. Куасси Эбуэ

## Результаты соревнований

### Футбол
Футбольный турнир традиционно начался до официального начала Олимпийских игр. Перед началом Игр Международный олимпийский комитет расширил заявку на турнир до 22 человек, при этом на матч можно было заявить только 18 человек.
Мужчины
Соревнования в мужском футболе прошли с 22 июля по 7 августа. В связи с переносом Олимпийских игр в мужском турнире приняли участие сборные, составленные из игроков не старше 24 лет (родившиеся после 1 января 1997 года), а не 23 как на всех предыдущих Играх. Также в заявку могли войти не более 3 футболистов старше этого возраста. Олимпийская сборная Кот-д’Ивуара по футболу квалифицировалась на Игры, войдя в число трёх сильнейших сборных по итогам молодёжного Кубка африканских наций 2019 года. Последний раз на Олимпийских играх сборная Кот-д’Ивуара выступала в 2008 году.
Состав
Итоговый состав олимпийской сборной был объявлен 3 июля 2021 года.
| №                 | Имя              | Клуб                   | Дата рождения   | Возраст | Игр     | Голов   |
| Вратари           | Вратари          | Вратари                | Вратари         | Вратари | Вратари | Вратари |
| ----------------- | ---------------- | ---------------------- | --------------- | ------- | ------- | ------- |
| 1                 | Максим Наголи    | СОЛ                    | 20 декабря 2000 | 20 лет  |         |         |
| 16                | Ира Элиэзер Тапе | Сан-Педро              | 31 августа 1997 | 23 года |         |         |
| 22                | Николя Тие       | Витория                | 13 февраля 2001 | 20 лет  |         |         |
| Защитники         |                  |                        |                 |         |         |         |
| 2                 | Силас Гнака      | Эйпен                  | 18 декабря 1998 | 22 года |         |         |
| 3                 | Эрик Байи        | Манчестер Юнайтед      | 12 апреля 1994  | 27 лет  |         |         |
| 4                 | Куадио Ив Дабила | Мускрон                | 1 января 1997   | 24 года |         |         |
| 5                 | Исмаэль Диалло   | Аяччо                  | 29 января 1997  | 24 года |         |         |
| 6                 | Вилфрид Синго    | Торино                 | 25 декабря 2000 | 20 лет  |         |         |
| 17                | Зие Уаттара      | Витория                | 9 января 2000   | 21 год  |         |         |
| 19                | Коффи Куао       | Визела                 | 20 мая 1998     | 23 года |         |         |
| Полузащитники     |                  |                        |                 |         |         |         |
| 7                 | Идрисса Думбия   | Уэска                  | 14 апреля 1998  | 23 года |         |         |
| 8                 | Франк Кессье     | Милан                  | 19 декабря 1996 | 24 года |         |         |
| 12                | Куасси Эбуэ      | Генк                   | 13 декабря 1997 | 23 года |         |         |
| 14                | Парфе Гуягон     | Бейтар Тель-Авив Рамла | 22 февраля 2001 | 20 лет  |         |         |
| 18                | Шейк Тимите      | Амьен                  | 20 ноября 1997  | 23 года |         |         |
| Нападающие        |                  |                        |                 |         |         |         |
| 9                 | Юсуф Дао         | Спарта                 | 5 марта 1998    | 23 года |         |         |
| 10                | Амад Диалло      | Манчестер Юнайтед      | 11 июля 2002    | 19 лет  |         |         |
| 11                | Кристиан Куаме   | Фиорентина             | 6 декабря 1997  | 23 года |         |         |
| 13                | Кадер Кейта      | Вестерло               | 6 ноября 2000   | 20 лет  |         |         |
| 15                | Макс Градель     | Сивасспор              | 30 ноября 1987  | 33 года |         |         |
| 20                | Абубакар Думбия  | Маккаби (Нетания)      | 12 ноября 1999  | 21 год  |         |         |
| Главный тренер    |                  |                        |                 |         |         |         |
| Флаг Кот-д’Ивуара | Суалихо Хайдара  | Суалихо Хайдара        | 30 декабря 1974 | 46 лет  |         |         |

Результаты
Групповой этап (группа D)
| Поз | Команда           | И | В | Н | П | МЗ | МП | РМ | О | Квалификация     |
| --- | ----------------- | - | - | - | - | -- | -- | -- | - | ---------------- |
| 1   | Бразилия          | 3 | 2 | 1 | 0 | 7  | 3  | +4 | 7 | Выход в плей-офф |
| 2   | Кот-д’Ивуар       | 3 | 1 | 2 | 0 | 3  | 2  | +1 | 5 | Выход в плей-офф |
| 3   | Германия          | 3 | 1 | 1 | 1 | 6  | 7  | −1 | 4 |                  |
| 4   | Саудовская Аравия | 3 | 0 | 0 | 3 | 4  | 8  | −4 | 0 |                  |

| 22 июля 2021 17:30 UTC+9         | \| Кот-д’Ивуар \| 2:1 Отчёт \| Саудовская Аравия \| \| аль-Амри 39′ (авт.) · Кессье 66′ \| Голы \| аль-Давсари 44′ \| | Стадион: Ниссан, Иокогама Зрителей: 0 Судья: Мэттью Конгер |
| Кот-д’Ивуар                      | 2:1 Отчёт | Саудовская Аравия                                          |
| аль-Амри 39′ (авт.) · Кессье 66′ | Голы | аль-Давсари 44′                                            |

| 25 июля 2021 17:30 UTC+9 | \| Бразилия \| 0:0 Отчёт \| Кот-д’Ивуар \| | Стадион: Ниссан, Иокогама Зрителей: 0 Судья: Исмаил Эльфат |
| Бразилия                 | 0:0 Отчёт                                  | Кот-д’Ивуар                                                |

| 28 июля 2021 17:00 UTC+9 | \| Германия \| 1:1 Отчёт \| Кот-д’Ивуар \| \| Лёвен 73′ \| Голы \| Хенрикс 67′ (авт.) \| | Стадион: Мияги, Сэндай Зрителей: 0 Судья: Леодан Гонсалес |
| Германия                 | 1:1 Отчёт                                                                                | Кот-д’Ивуар                                               |
| Лёвен 73′                | Голы                                                                                     | Хенрикс 67′ (авт.)                                        |

Четвертьфинал
| 31 июля 2021 17:00 UTC+9                                   | \| Испания \| 5:2 Отчёт \| Кот-д’Ивуар \| \| Ольмо 30′ · Мир 90+3′, 117′, 120+1′ · Оярсабаль 98′ (пен.) \| Голы \| Байи 10′ · Градель 90+1′ \| | Стадион: Мияги, Сэндай Зрителей: 5526 Судья: Хесус Валенсуэла |
| Испания                                                    | 5:2 Отчёт | Кот-д’Ивуар                                                   |
| Ольмо 30′ · Мир 90+3′, 117′, 120+1′ · Оярсабаль 98′ (пен.) | Голы | Байи 10′ · Градель 90+1′                                      |

Итог: по результатам мужского футбольного турнира олимпийская сборная Кот-д’Ивуара по футболу заняла 7-е место.